# Tjonger-Gruppe

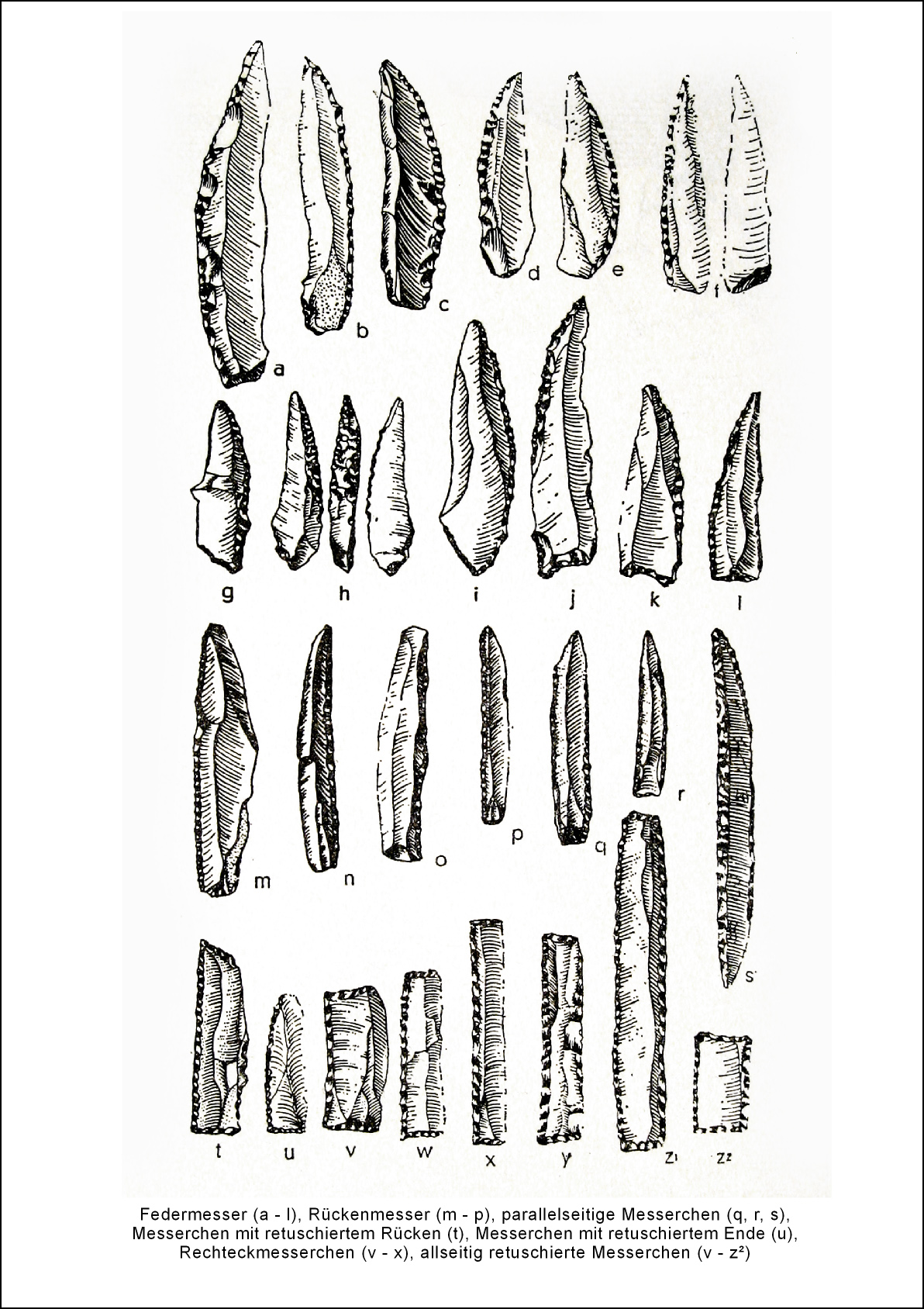
Geräteindustrie der Federmesser

Die Tjonger-Gruppe (10000–8700 v. Chr.) ist benannt nach dem Fluss Tjonger in den Niederlanden, der ins IJsselmeer mündet und ist eine der dreifach gegliederten Federmesser-Gruppen.
Die Tjonger-Gruppe ist in Nordbelgien und in den südlichen Niederlanden (an das englische Creswellien anknüpfend) verbreitet, die „Rissener Gruppe“ in Nordwestdeutschland und in den nördlichen Niederlanden und die „Wehlener Gruppe“ von Südschleswig bis Nordost-Niedersachsen. In Skandinavien wird die zeitgleiche Erscheinung Bromme-Kultur genannt. Die Tjonger-Gruppe drang später nordwärts bis Jütland und Westschweden vor. 
Es handelt sich um eine dem Magdalenien folgende Steinindustrie, die durch Messer mit geknicktem Rücken, Trapezmesser, Zinken und kreisrunde Scheiben gekennzeichnet ist. 